# Жандарм из Сен-Тропе
«Жанда́рм из Сен-Тропе́» (фр. Le Gendarme De Saint-Tropez) — франко-итальянская кинокомедия режиссёра Жана Жиро с Луи де Фюнесом в главной роли. Первый из шести фильмов о приключениях жандарма Крюшо.

## Сюжет
Ревностный служака Людовик Крюшо (Луи де Фюнес), жандарм из французского посёлка, вместе с повышением в чине командирован в город Сен-Тропе, в подчинение старшины (adjudant) Жерома Жербера (Мишель Галабрю). Вместе с Крюшо приезжает его дочь Николь (Женевьева Град).
Тем временем жандармы курортного городка сталкиваются с проблемой в лице нудистов, которых им никак не удаётся поймать на месте преступления. Крюшо разрабатывает план, по которому жандармам всё-таки удаётся арестовать нарушителей общественного порядка.
Через некоторое время Людовик Крюшо обнаруживает, что Николь вместе со своим другом угнали дорогой Форд «Мустанг» кабриолет (производство этого культового автомобиля началось в год выхода фильма), бросив машину в поле. Жандарм вытаскивает застрявший автомобиль. Но вскоре Крюшо понимает, что среди вещей, что он выкинул из багажника, когда менял спущенное колесо, было украденное из музея полотно Рембрандта, чуть позже богатый бандит, похитивший картину, схватил и самого месье Крюшо. Однако Николь и её новым друзьям удаётся вместе с жандармом одолеть бандитов и торжественно вернуть картину в рамках закона.

## В ролях
- Луи де Фюнес — жандарм/старший вахмистр Людовик Моревон Крюшо
- Женевьева Град — Николь Крюшо, дочь Людовика
- Мишель Галабрю — старшина Жером (Альфонс-Антуан) Жербер
- Жан Лефевр — жандарм Люсьен Фугас
- Кристиан Марен — жандарм Альбер Мерло
- Ги Гроссо — жандарм Гастон Трикар
- Мишель Модо — жандарм Жюль Берлико
- Клод Пьеплю[фр.] — месье Андре-Хьюг Буаселье
- Николь Вервиль[фр.] — мадам Сесилия Жербер
- Франс Рюмийи — сестра Клотильда, монахиня на Citroën 2CV